# Dasypeltis
Dasypeltis és un gènere de serps de la família dels colúbrids. És un dels dos grups de serps coneguts que s'han adaptat per alimentar-se exclusivament d'ous (l'altre gènere de serps amb aquesta adaptació és Elachistodon). No són serps verinoses i es troben al llarg del continent d'Àfrica, principalment en hàbitats boscosos on tenen la seva llar, a més, nombroses espècies d'ocells.

## Taxonomia
- Dasypeltis atra Sternfeld, 1912
- Dasypeltis fasciata A. Smith, 1849
- Dasypeltis inornata A. Smith, 1849
- Dasypeltis medici (Bianconi, 1859)
  - Dasypeltis medici lamuensis Gans, 1957
  - Dasypeltis medici medici (Bianconi, 1859)
- Dasypeltis scabra (Linnaeus, 1758)
  - Dasypeltis scabra loveridgei Mertens, 1954
  - Dasypeltis scabra scabra (Linnaeus, 1758)